# Cratere Debus
Debus è il nome di un piccolo cratere lunare da impatto intitolato all'ingegnere astronautico Kurt Heinrich Debus  situato sulla faccia nascosta della Luna, poco oltre il margine orientale. Si trova a est-sud-est del cratere Ganskiy, e ad ovest del grande cratere Pasteur.
Questo cratere è circolare ed ha la caratteristica forma a tazza dei crateri minori. Il bordo è eroso e si trovano molti impatti minori lungo la cresta. L'interno è livellato e sostanzialmente privo di caratteristiche. 
Questo cratere era chiamato Hansky H prima che lo IAU lo rinominasse Debus in onore di Kurt Heinrich Debus, già direttore del Kennedy Space Center.